# Fireball (Album)
Fireball (englisch für ‚Feuerball‘) ist das fünfte Studioalbum der britischen Rockband Deep Purple, das zwischen September 1970 und Juni 1971 produziert und im September 1971 veröffentlicht wurde. Das zweite Album der „Mk II“-Besetzung gilt als eines der klassischen Alben der Band. Es ist deren „progressivstes Hardrockalbum“, und wird als ein Wegbereiter für den Heavy Metal angesehen.

## Titelliste
Alle Songs wurden von Ritchie Blackmore, Ian Gillan, Roger Glover, Jon Lord und Ian Paice geschrieben.

### Seite 1
1. Fireball – 3:25
2. No No No – 6:54
3. Demon’s Eye – 5:21 (in der US-Version stattdessen Strange Kind of Woman)
4. Anyone’s Daughter – 4:43

### Seite 2
1. The Mule – 5:23
2. Fools – 8:21
3. No One Came – 6:28

### Bonustitel (25th Anniversary Edition)
1996 wurde anlässlich des 25. Jahrestages der Veröffentlichung von Fireball das Album digital remastert und mit neun Bonustiteln wiederveröffentlicht. Bis auf The Noise Abatement Society Tapes wurden auch alle zusätzlichen Songs von Blackmore, Gillan, Glover, Lord und Paice geschrieben.
1. Strange Kind of Woman – 4:07 (A-side Remix ’96)
2. I’m Alone – 3:08 (B-side)
3. Freedom – 3:37 (Album Out-take)
4. Slow Train – 5:38 (Album Out-take)
5. Demon’s Eye – 6:13 (Remix ’96)
6. The Noise Abatement Society Tapes (Solowjow-Sedoi, Traditional, Rossini) – 4:17
7. Fireball take 1 – 4:09 (Instrumental)
8. Backwards Piano – 0:56
9. No One Came – 6:24 (Remix ’96)

## Kommerzieller Erfolg

### Chartplatzierungen
Das im Vergleich zum Vorgänger experimentellere Album trug zur Steigerung der internationalen Bekanntheit der Band bei. Fireball erreichte weltweit Topplatzierungen, darunter die Spitze der englischen und deutschen Charts. Strange Kind of Woman, die Single die gleichzeitig mit dem Album erschien, erreichte Position 8 der britischen Charts. Dieser Song war jedoch im Gegensatz zu den USA und Kanada auf der britischen Originalversion und den meisten anderen europäischen Ausgaben nicht enthalten. Stattdessen wurde in Europa an dieser Stelle Demon's Eye auf der LP veröffentlicht.
| ChartsChartplatzierungen       | Höchstplatzierung | Wochen/ Monate |
| ------------------------------ | ----------------- | -------------- |
| Deutschland (GfK)              | 1 (12 Mt.)        | 12 Mt.         |
| Vereinigte Staaten (Billboard) | 32 (18 Wo.)       | 18 Wo.         |
| Vereinigtes Königreich (OCC)   | 1 (25 Wo.)        | 25 Wo.         |

| ChartsJahrescharts (1971) | Platzierung |
| ------------------------- | ----------- |
| Deutschland (GfK)         | 42          |

| ChartsJahrescharts (1972) | Platzierung |
| ------------------------- | ----------- |
| Deutschland (GfK)         | 6           |

### Auszeichnungen für Musikverkäufe
Am 26. Juli 2001 wurde Fireball mit der Goldenen Schallplatte ausgezeichnet.
| Land/Region               | Auszeichnungen für Musikverkäufe (Land/Region, Auszeichnung, Verkäufe) | Verkäufe |
| ------------------------- | ---------------------------------------------------------------------- | -------- |
| Niederlande (NVPI)        | Gold                                                                   | 50.000   |
| Schweden (IFPI)           | Gold                                                                   | 25.000   |
| Vereinigte Staaten (RIAA) | Gold                                                                   | 500.000  |
| Insgesamt                 | 3× Gold ·                                                              | 575.000  |

## Wissenswertes
- Die deutsche Progressive-Rock-Gruppe Anyone’s Daughter benannte sich nach dem gleichnamigen auf Fireball enthaltenen Titel.[11]
- Der Metallica-Schlagzeuger Lars Ulrich bezeichnet Fireball als das entscheidende Album, das ihn 1973 als Teenager nach einer Liveshow der Who Do We Think We Are-Europatournee dazu anregte, selbst Musik zu machen.[12]
- Der deutsche Liedermacher Michael Völkel spielt im Mittelteil seiner Akustik-Gitarren-Version von Walter von der Vogelweides Palästinalied eine Variation des Gitarrensolos von Fools.